# Siedeverzug
Siedeverzug ist die Bezeichnung einerseits für das Phänomen, dass Flüssigkeiten unter bestimmten Bedingungen über ihren Siedepunkt hinaus erhitzt werden können, ohne dass diese sieden, und andererseits die Bezeichnung für das schlagartige Übersieden selbst.
Am häufigsten tritt der Effekt des Siedeverzugs bei Wasser oder wässrigen Lösungen auf. Wasser kann auf 110 °C erhitzt werden, ohne dass es zum Sieden und damit der Bildung von Wasserdampfblasen kommt (was deshalb bemerkenswert ist, weil Wasser üblicherweise bereits bei 100 °C siedet). Dieser Zustand ist metastabil und damit gefährlich, da sich schon bei einer geringen Erschütterung innerhalb kürzester Zeit eine große Gasblase ausbilden kann, die dann explosionsartig aus dem Gefäß entweicht und oft siedende Flüssigkeit mitreißt. Dies tritt vor allem in engen, hohen Gefäßen auf, die wenig Raum für eine aufschäumende Flüssigkeit bieten. Ein Beispiel sind Reagenzgläser. Glatte, ebene Gefäßwände, eine geringe Durchmischung und ein hoher Reinheitsgrad der Flüssigkeit begünstigen den Siedeverzug.

## Ursache
Das Fehlen eines Nukleationskeims, also bei einer glatten, homogenen Gefäßoberfläche und einer reinen, gas- und partikelfreien Flüssigkeit, wirkt als kinetisches Hemmnis. Die Bildung einer stabilen, gasförmigen Phase wird verhindert, und es kann zu einer Überhitzung der Flüssigkeit über ihren Siedepunkt hinaus, eben dem Siedeverzug, kommen.
Der Dampfdruck im Inneren der ersten kleinen Dampfblasen muss größer als die Summe aus dem Umgebungsdruck, dem durch die Oberflächenspannung hervorgerufenen zusätzlichen Druck sowie dem Druck der Flüssigkeitssäule über dem Bläschen sein. Die Oberflächenspannung führt zu einem besonders hohen Druck in kleinen Bläschen, daher ist der Siedebeginn verzögert.
Schließlich bildet sich ab einer bestimmten Temperatur doch eine Gasblase und steigt, bedingt durch den statischen Auftrieb, auf. Mit kleiner werdender Wassersäule darüber nimmt der auf ihr lastende hydrostatische Druck ab. Flüssigkeit kann in die Gasblase hinein weiter verdampfen und sie nimmt an Volumen zu. Dadurch sinkt auch der durch die Oberflächenspannung hervorgerufene Druck und der Dampfdruck bzw. die Siedetemperatur sinken weiter. Je überhitzter die Flüssigkeit ist, desto schneller läuft dieser Vorgang ab. Die Gasblase dehnt sich wegen der raschen Dampfzufuhr explosionsartig aus (physikalische Explosion; siehe dazu auch Fettexplosion) und drückt darauf lastende Flüssigkeit nach oben. Dies führt zum heftigen Spritzen oder Überschwappen. Der Siedepunkt sinkt in dieser Region schlagartig auf den Normalwert ab.
Zur Ursache eines Siedeverzugs (im Sinne der Übererwärmbarkeit oberhalb des Siedepunkts) gibt es auch die Theorie, dass Kohäsionskräfte zu Luftbläschen (gelöster Luft) die Energie aufnähmen und dadurch die Überhitzung ermöglicht würde.

## Gefahren
Siedeverzug führt nachfolgend zum plötzlichen Auswerfen der erhitzten Flüssigkeit und kann bei in der Nähe stehenden Personen Verbrühungen verursachen oder bei Überhitzung von Säuren zusätzlich schwere Verätzungen. Einzelne Tropfen können auf die Wärmequelle gelangen und ebenfalls schlagartig verdampfen und in der Folge können deren Inhaltsstoffe anbrennen.

## Gegenmaßnahmen
Im Haushalt sind beim Kochen am Herd normalerweise keine Gegenmaßnahmen erforderlich, da die Wärme abgebenden Oberflächen normalen Kochgeschirrs aufgrund angebrannter Speisereste oder Kalkablagerungen genügend rau sind. Milchwächter können beim Milchkochen einen Siedeverzug verhindern (aber nicht das Überschäumen wegen zu viel Energiezufuhr). Vor allem beim Erhitzen von Flüssigkeiten im Mikrowellenherd kann es zum Siedeverzug kommen.
In der Laborpraxis verhindert man den Siedeverzug durch die Verwendung geeigneter größerer Gefäße, beispielsweise angerauter Abdampfschalen und häufig gebrauchter (somit innen angekratzter) größerer Kolben anstatt dünner, neuer Reagenzgläser. Hinzu kommt ein sehr vorsichtiges Erwärmen der Flüssigkeit und die Vermeidung von unbewegten Ruhelagen während des Erwärmungsprozesses. Beides bedingt, dass Gefäße über der Flamme eines Bunsenbrenners geschwenkt werden, im Falle einer Heizplatte ein Magnetrührer verwendet oder ein Rotationsverdampfer eingesetzt wird. In allen Fällen ist jedoch das langsame und gleichmäßige Erwärmen von größter Bedeutung, weshalb man insbesondere stark vorgewärmte Heizflächen vermeiden sollte.

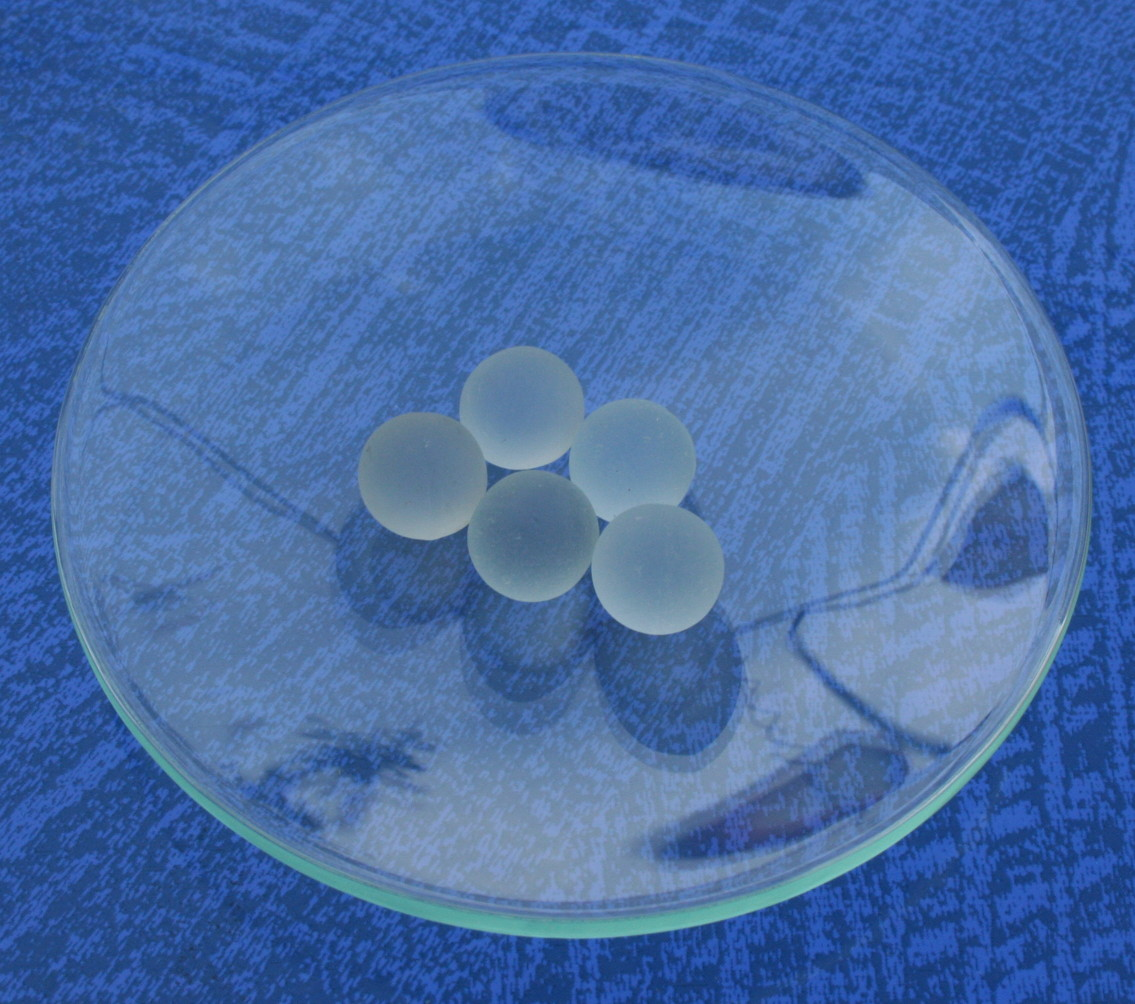
Siedeperlen aus Glas auf einem Uhrglas

Im Falle der erhöhten Gefahr eines Siedeverzugs kommen so genannte Siedeperlen oder Siedesteine zum Einsatz (nicht zu verwechseln mit der mineralogischen Bezeichnung Siedestein). Sie bestehen aus porösem, weitgehend inertem Material wie Glaspulver, Glasperlen mit rauer Oberfläche, Glasbruch, Scherben von Tonen oder Silikatgesteinen.  Einerseits stört ihre raue Oberfläche die Bildung einer homogenen Molekülanordnung der Flüssigkeit, andererseits dehnt sich die in den Poren eingebundene Luft beim Erwärmen aus und wirkt beim Aufsteigen als Siedekeim. Um wieder erneut Luft einzuschließen, sollte man Siedesteinchen nach dem Ende des Siedens nicht noch einmal verwenden, sondern in einem Trockenschrank trocknen. Beim Aufsteigen von Dampfblasen werden Siedesteinchen in der Flüssigkeit mitgerissen; das Wiederauftreffen auf den Glasboden führt zu weiteren Nukleationskeimen. Siedesteinchen sind jedoch für Vakuumdestillationen wenig nützlich, weil sie die enthaltene Luft bereits beim Evakuieren abgeben. Meist wird zusätzlich zur Verwendung von Siedesteinchen die Glasoberfläche mit einem Glasstab aufgeraut.
Man kann auch einen Siedestab in die zu erhitzende Lösung stellen. Darunter versteht man einen Glasstab, an dessen Unterseite sich ein offener Hohlraum befindet.
Besonders für Destillationen im Vakuum verwendet man Siedekapillaren. Das sind am unteren Ende sehr dünn ausgezogene Glasrohre, die mit ihrem unteren Ende den Boden des Kolbens berühren sollten und durch die man Luft oder ggf. ein zumeist inertes Gas (Edelgase) einsaugt.
Eine weitere Methode, den Siedeverzug bei Destillationen stark einzuschränken, ist die Verwendung eines Rotationsverdampfers. Bei kleinen Mengen hilft auch kräftiges Umrühren.
Beim Erhitzen von Reagenzgläsern wird das Erhitzen regelmäßig unterbrochen und durch kurzes Antippen des Reagenzglases im mittleren Abschnitt nacheinander mit Ringfinger, Mittelfinger und Zeigefinger der Inhalt durchgeschüttelt, ohne dass es zum Überschwappen der Flüssigkeit oder Verbrennen am heißen Glas kommt.

## Sicherheitshinweise für das Arbeiten im Laboratorium
Eine Erwärmung mit der Gefahr eines Siedeverzuges sollte generell immer bei abgeschlossenem Abzug und auch nur unter Verwendung von Schutzkleidung (Schutzbrille, Gummihandschuhe, so wenig wie möglich freie Haut) erfolgen. Das Gefäß sollte so verwendet werden, dass auch trotz eines Siedeverzuges keinerlei weitere Schäden hervorgerufen werden (auch überhitztes Wasser ist gefährlich!). Gefäße sind mit ihrer Öffnung niemals auf das eigene Gesichtsfeld oder andere Personen zu richten.
Wenn die Zugabe von Siedesteinchen vergessen wurde, darf man dies nur nachholen, wenn man absolut sicher ist, dass der Siedepunkt noch nicht erreicht wurde. Eine Zugabe von Siedesteinen in eine bereits überhitzte Flüssigkeit führt zu explosionsartigem Sieden.
Die Wirkung von Siedesteinchen nimmt mit der Zeit ab, weshalb man sich nicht auf sie verlassen sollte und bei jedem Erwärmungsvorgang neu gebrochene Siedesteinchen zugegeben werden müssen.

## Abgrenzung
Das Überkochen von Milch, Nudel-Kochwasser oder Marmelade kann auf dem Siedeverzug beruhen, in den meisten Fällen beruht sie aber auf der starken Schaumbildung ausgeflockter Eiweißverbindungen. Die gebildeten Gasbläschen werden durch spezielle Inhaltsstoffe stabilisiert, platzen daher nicht und laufen über den Rand. Beim Kochen von Milch kann ein Milchwächter auf das bevorstehende Überkochen aufmerksam machen und einen Siedeverzug verhindern.